# Дехівала-Маунт-Лавінія
Дехівала-Маунт-Лавінія — місто на Шрі-Ланці. Розташоване на території Західної провінції і округу Коломбо. Населення — 219 827 осіб (за оцінкою 2007 року).
Місто виникло в результаті об'єднання Дехівали і Маунт-Лавінії. Тут розташований Національний зоологічний сад Шрі-Ланки.

## Клімат
Місто знаходиться на південному заході країни, на березі Індійського океану. Клімат екваторіальний.

## Населення
Населення міста стабільно зростає: якщо в 1981 році в Дехівала-Манут-Лавінії проживало 173 529 осіб, у 2001 році — 210 546 осіб, то в 2007 — 219 827 осіб.

## Адміністративний поділ
В адміністративному плані місто розділене на 7 округів:
- Дехівала
- Маунт-Лавінія
- Аттіда
- Калубовіла
- Кохувела
- Недімала
- Ратмалана

## Галерея

Пляж при готелі